# Ниса Клодска
Ниса Клодска (пољ. Nysa Kłodzka) је река у Пољској. Дуга је 182 km. Улива се у Одру. 